# مقاطعة بوفالو (ويسكونسن)
مقاطعة بوفالو (بالإنجليزية: Buffalo County, Wisconsin)‏ هي إحدى مقاطعات ولاية ويسكونسن في الولايات المتحدة. تأسست سنة 1853، وتبلغ مساحتها 710 ميل مربع (1,800 كـم2)، بلغ عدد سكانها 13587 نسمة في عام 2010 حسب إحصاء مكتب تعداد الولايات المتحدة .

## وصلات خارجية
- الموقع الرسمي
- United States Counties